# 永遠的詩
《永遠的詩》，日本女歌手中島美嘉的第24張單曲。2007年10月3日發行。

## 概述
- 本作是以「地上的樂園」的主題製作封面與音樂錄像帶[1]。
- 「永遠的詩」是由牙買加的雷鬼大師Freddie Mcgregor的兒子STEPHEN McGREGOR與CHINO負責編曲，CHINO並於歌曲開頭秀了一段Rap。「MY SUGAR CAT」以來的雷鬼風格歌曲。
- 「YOU'D BE SO NICE TO COME HOME TO」收錄於樂隊隨心所欲的10週年紀念專輯「LET'S GET LOST」中。

## 收錄曲
1. 永遠的詩
  - 作詞：宮澤和史／作曲：Sin／編曲：森俊也・STEPHEN McGREGOR
  - 角川電影「South Bound」主題曲
2. You'd Be So Nice to Come Home To
  - 作詞・作曲：Cole Porter／編曲：隨心所欲
3. 永遠的詩（Instrumental）

## 備註
1. ↑  .   [2012-02-25]. （原始内容存档于2019-02-04）.

## 外部連結
- エキサイトミュージックによるインタビュー （页面存档备份，存于）
- hotexpressによるインタビュー